# Collegium Witkowskiego Uniwersytetu Jagiellońskiego

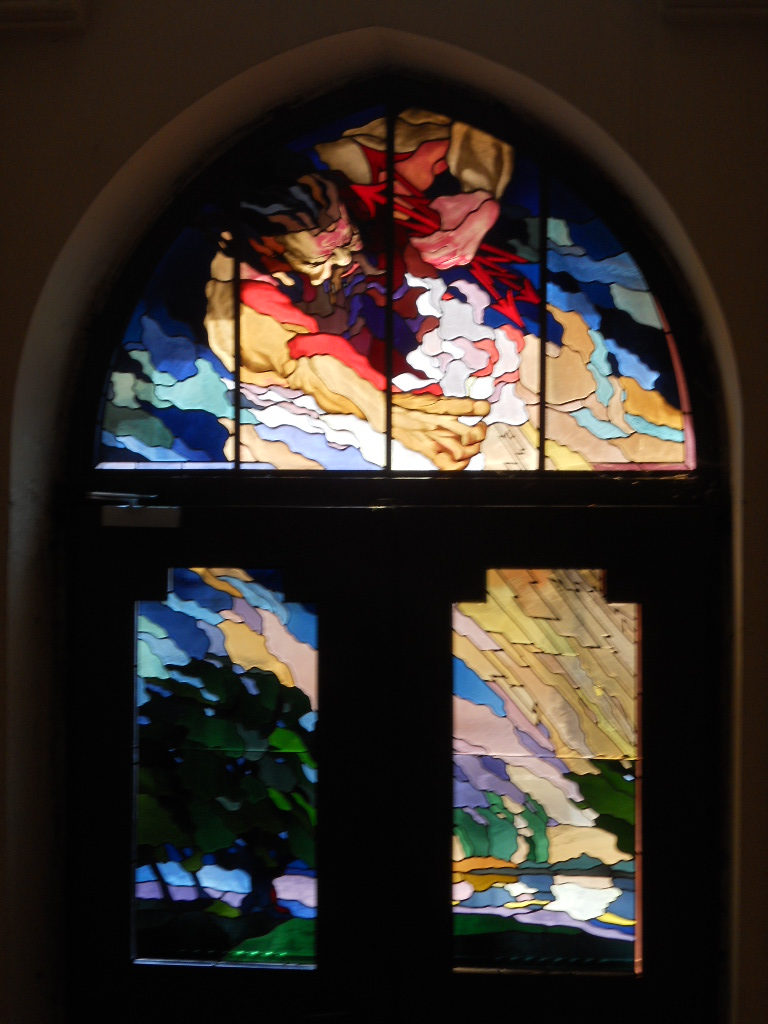
Witraż „Bóg Piorun” w drzwiach Collegium Witkowskiego

Collegium Witkowskiego (pełna nazwa Collegium Phisicum im. Augusta Witkowskiego) – zabytkowy budynek znajdujący się w Krakowie, w dzielnicy I Stare Miasto przy ul. Gołębiej 13, na Starym Mieście. Wzniesiony z przeznaczeniem na ówczesny Zakład Fizyczny Uniwersytetu Jagiellońskiego, obecnie ma w nim siedzibę Instytut Historii UJ. 

## Historia
Od momentu objęcia Katedry Fizyki w 1889 August Witkowski starał się o wybudowanie nowego gmachu. W 1903 władze UJ zdecydowały przeznaczyć pod nową inwestycję część Ogrodu Profesorskiego. Spotkało się to dwukrotnie – w 1905 i 1907 – z protestami Towarzystwa Miłośników Historii i Zabytków Krakowa. Ostatecznie jednak nowy gmach dla potrzeb Collegium Physicum został wzniesiony w latach 1908–1911 na wyznaczonej działce według projektu i pod kierownictwem Gabriela Niewiadomskiego. Nowy obiekt poświęcono i oficjalnie otwarto 4 marca 1912. Niecały rok później zmarł nagle i niespodziewanie inicjator budowy profesor August Witkowski. Niemal natychmiast, bo siedem dni po jego śmierci, 28 stycznia 1913 władze UJ postanowiły Collegium Physicum nazwać jego imieniem.
Collegium stało się siedzibą Zakładu Fizycznego UJ. Od sierpnia 1914 do grudnia 1917 w budynku mieścił się szpital wojskowy. W czasie II wojny światowej wyposażenie sal i laboratoriów zostało całkowicie zniszczone, a do budynku 20 kwietnia 1940 wprowadził się Institut für Deutsche Ostarbeit (Instytut niemieckiej pracy na wschodzie). Po wojnie w zdewastowanym obiekcie przeprowadzono remont i wznowiono pracę dydaktyczną i naukową. W 1946 z Wilna do Krakowa przeniósł się profesor Henryk Niewodniczański, przed którym postawiono zadanie odtworzenia Katedry Fizyki UJ. W 1956 utworzono Instytut Fizyki UJ, a po jego przeprowadzce do nowych obiektów w 1964 budynek Collegium Witkowskiego został oddany Wydziałowi Filozoficzno-Historycznemu, który umieścił w nim Instytut Psychologii i Instytut Historii. Od 2002 jedynym gospodarzem jest Instytut Historii Uniwersytetu Jagiellońskiego. Na początku XXI wieku gmach poddano gruntownym pracom konserwatorskim oraz zaadaptowano poddasze na cele dydaktyczne i naukowe. Prace z tym związane ukończono w 2003.
7 lipca 1988 budynek został wpisany do rejestru zabytków. Znajduje się także w gminnej ewidencji zabytków.

## Architektura
Budynek postawiono na planie zbliżonym do litery „L”. z dłuższym ramieniem przy północnej pierzei ul. Gołębiej i krótszym wzdłuż Plant. Projekt Gabriela Niewiadomskiego łączył w sobie elementy neogotyckie, neoromańska i secesyjne. Znaczną część kubatury wschodniej części budynku zajęła ogromna sala amfiteatralna rozciągająca się na wysokość dwóch kondygnacji (I i II piętra). W auli tej, od 2001 r. noszącej imię ks. prof. Józefa Tischnera (który przez długie lata prowadził w niej bardzo popularne wykłady filozoficzne), znajduje się galeria odgrodzona od reszty sali ostrołukowymi arkadami. Budynek pierwotnie liczył trzy kondygnacje nadziemne, w XXI w. zaadaptowano także poddasze. Od strony północnej budynek wieńczy niewielka wieżyczka. Do lat pięćdziesiątych funkcjonowała w budynku winda, przywrócona w 2004. W budynku znajdują się liczne gabinety, sale wykładowe, pomieszczenia administracyjne, a także biblioteka i czytelnia Instytutu Historii. Cennym detalem jest witraż „Pioruna” w drzwiach wejściowych z wyobrażeniem Boga władcy piorunów i elektryczności. Witraż zaprojektował Witold Rzegociński, a zrekonstruowała przy pracach konserwatorskich pracownia witraży Jacka Białoskórskiego.